# Ръшен
Ръшен (на албански: Rrëshen) e град в Албания. Населението му е 8803 жители (2011 г.). Намира се в часова зона UTC+1. Пощенският му кодове са 4601 – 4602, а телефонния 0216. МПС кодът му е MR.